# 5618 Saitama
5618 Saitama eller 1990 EA är en asteroid i huvudbältet, som upptäcktes den 4 mars 1990 av den japanske amatörastronomen Atsushi Sugie i Dynic-observatoriet. Den är uppkallad efter Saitama prefektur i Japan.
Asteroiden har en diameter på ungefär 3 kilometer.